# Большаков, Олег Васильевич
Олег Васильевич Большаков (24 ноября 1939, Москва — 15 апреля 2022) — российский учёный в области создания машин и аппаратов пищевых производств, член-корреспондент РАСХН (1999), член-корреспондент РАН (2014).

## Биография
Родился 24 ноября 1939 г. в Москве. Окончил Московский технологический институт мясной и молочной промышленности (1966).
- 1961—1965 — инженер-конструктор Московского мясокомбината;
- 1965—1971 — старший инженер ВНИИ мясной промышленности;
- 1971—1973 — главный механик, начальник отдела Минмясомолпрома СССР;
- 1973—1983 — заместитель начальника Технического управления, начальник Управления оборудования, главного механика и энергетика Минмясомолпрома РСФСР.
- 1983—1985 — заместитель директора ЦНИИ ТЭИмясомолпрома по научной работе;
- 1986—1988 — заместитель начальника Технического управления Минмясомолпрома СССР и зам. начальника Научно-технического центра при Госагропроме СССР.
- 1988—1994 — заместитель начальника Управления, начальник отдела в Госкомитете СССР по науке и технике, Министерстве науки и технической политики, Министерстве промышленности, науки и технологии Российской Федерации.
- с 1995 г. — ведущий научный сотрудник Всероссийского научно-исследовательского института холодильной промышленности.

Доктор технических наук (1995), профессор (1997), член-корреспондент РАСХН (1999), член-корреспондент РАН (2014).
Научные интересы: проблемы хранения животноводческого сырья, инженерное обеспечение мясной промышленности, создание машин и оборудования для пищевого производства.
Скончался 15 апреля 2022 года.

## Труды
Книги:
- АПК России: приоритеты развития инновационных процессов в условиях рыночной экономики (теория, методология, практика) / соавт.: П. А. Андреев и др. — М.: Колос, 1994. — 245 с.
- Приоритеты развития науки и научного обеспечения в пищевых и перерабатывающих отраслях АПК: механизм формирования и реализации / соавт.: А. Н. Богатырев и др. — М., 1995. — Ч. 2. — 225 с.; Ч. 3. — 159 с.
- Научное и инженерное обеспечение мясной промышленности: пробл.-сист. анализ. — М.: Пищепромиздат, 1998. — 367 с.
- Аграрная наука России на пороге XXI века: состояние и проблемы / соавт.: А. А. Шутьков и др. — М., 1999. — 392 с.
- Информационные технологии пищевых производств в условиях неопределенности (системный анализ, управление и прогнозирование с элементами компьютерного моделирования) / соавт.: А. Е. Краснов и др. — М., 2001. — 496 с.